# Великое Орехово
Вели́кое Оре́хово (укр. Велике Оріхове, представители ДНР используют неукраинизированный топоним Большое Орехово) — посёлок в Донецкой области Украины. Административно подчиняется Нижнекрынскому поселковому совету, который входит в состав Макеевского городского совета. Находится под контролем самопровозглашённой Донецкой Народной Республики.

## География

#### Соседние населённые пункты по странам света
З: город Макеевка
СЗ: Орехово, Ханженково-Северный
С: Лесное
СВ: Нижняя Крынка
В: Липовое
ЮВ: Красный Октябрь, Горное
Ю: город Харцызск
ЮЗ: Колосниково

## Динамика численности населения
В 1970 году население составляло 1081 человека (525 мужчин, 556 женщин). В 1979 году — 890 человек (433 мужчины, 457 женщин). На 1 января 2012 года — 596человек.